# Liste der Kulturgüter in Oberuzwil
Die Liste der Kulturgüter in Oberuzwil enthält alle Objekte in der Gemeinde Oberuzwil im Kanton St. Gallen, die gemäss der Haager Konvention zum Schutz von Kulturgut bei bewaffneten Konflikten, dem Bundesgesetz vom 20. Juni 2014 über den Schutz der Kulturgüter bei bewaffneten Konflikten sowie der Verordnung vom 29. Oktober 2014 über den Schutz der Kulturgüter bei bewaffneten Konflikten unter Schutz stehen.
Objekte der Kategorie A sind im Gemeindegebiet nicht ausgewiesen, Objekte der Kategorie B sind vollständig in der Liste enthalten, Objekte der Kategorie C fehlen zurzeit (Stand: 1. Januar 2023).

## Kulturgüter
| Foto |                                                                                  | Objekt                                                | Kat. | Typ | Standort                           | Beschreibung |
| ---- | -------------------------------------------------------------------------------- | ----------------------------------------------------- | ---- | --- | ---------------------------------- | ------------ |
| ja   | Datei hochladen · Wikidata zu Mittelalterliche Burgstelle Eppenberg (Q135512081) | Eppenberg, mittelalterliche Burgstelle KGS-Nr.: 01249 | B    | F   | Bichwil, Eppenberg 728040 / 252310 |              |
| ja   | Datei hochladen · Wikidata zu Statthalterhaus Bürgerheim Bisacht (Q29786726)     | Statthalterhaus Bürgerheim Bisacht KGS-Nr.: 08220     | B    | G   | Bisacht 1152 726707 / 252940       |              |
| ja   | Datei hochladen · Wikidata zu Reformierte Kirche (Q14757776)                     | Reformierte Kirche KGS-Nr.: 08221                     | B    | G   | Wilerstrasse 20.3 726880 / 254740  |              |
| ja   | Datei hochladen · Wikidata zu Katholische Kirche St. Gallus (Q28500838)          | Katholische Kirche St. Gallus KGS-Nr.: 14049          | B    | G   | Neugasse 14.1 727410 / 254590      |              |